# Tulsa 66ers 2010-2011
La stagione 2010-11 dei Tulsa 66ers fu la 10ª nella NBA D-League per la franchigia.
I Tulsa 66ers arrivarono secondi nella Western Conference con un record di 33-17. Nei play-off vinsero i quarti di finale con i Texas Legends (2-0), perdendo poi la semifinale con gli Iowa Energy (2-0).

## Roster
| N° | Naz.                   | Ruolo | Sportivo           | Anno | Alt. | Peso |
| -- | ---------------------- | ----- | ------------------ | ---- | ---- | ---- |
| 7  | Stati Uniti (bandiera) | GA    | Zabian Dowdell     | 1984 | 192  | 90   |
| 9  | Stati Uniti (bandiera) | G     | Tweety Carter      | 1986 | 180  | 84   |
| 10 | Stati Uniti (bandiera) | G     | Brandon Brooks     | 1987 | 188  | 86   |
| 11 | Stati Uniti (bandiera) | G     | Jerome Dyson       | 1987 | 193  | 82   |
| 14 | Stati Uniti (bandiera) | GA    | Billy Rush         | 1988 | 201  | 91   |
| 15 | Stati Uniti (bandiera) | A     | Garrett Williamson | 1988 | 196  | 91   |
| 17 | Stati Uniti (bandiera) | GA    | Robert Vaden       | 1985 | 196  | 93   |
| 18 | Stati Uniti (bandiera) | G     | Elijah Millsap     | 1987 | 198  | 95   |
| 21 | Stati Uniti (bandiera) | A     | Latavious Williams | 1989 | 203  | 88   |
| 22 | Stati Uniti (bandiera) | G     | Matt Bouldin       | 1988 | 196  | 98   |
| 23 | Stati Uniti (bandiera) | C     | B.J. Mullens       | 1989 | 213  | 125  |
| 32 | Stati Uniti (bandiera) | A     | Larry Owens        | 1983 | 201  | 95   |
| 33 | Stati Uniti (bandiera) | A     | Marcus Lewis       | 1986 | 203  | 111  |
| 41 | Stati Uniti (bandiera) | A     | Perry Stevenson    | 1987 | 206  | 100  |
| 42 | Stati Uniti (bandiera) | A     | Ryan Reid          | 1986 | 203  | 107  |
| 44 | Stati Uniti (bandiera) | C     | Cole Aldrich       | 1988 | 211  | 111  |

## Staff tecnico
- Allenatore: Nate Tibbetts
- Vice-allenatore: Dale Osbourne
- Preparatore atletico: Tony Katzenmeier